# Cayuela (kommunhuvudort)
Cayuela är en kommunhuvudort i Spanien.   Den ligger i provinsen Provincia de Burgos och regionen Kastilien och Leon, i den norra delen av landet, 210 km norr om huvudstaden Madrid. Cayuela ligger 823 meter över havet och antalet invånare är 127.
Terrängen runt Cayuela är huvudsakligen platt. Cayuela ligger nere i en dal. Runt Cayuela är det glesbefolkat, med 12 invånare per kvadratkilometer. Närmaste större samhälle är Burgos, 12,3 km nordost om Cayuela. Trakten runt Cayuela består till största delen av jordbruksmark.